# Mir (assemblea)
Mir era l'organo decisionale di origine medievale delle comunità rurali russe (obščina) che fu abolito nel 1905 in cui i contadini erano usufruttuari in comune della terra che lavoravano. Al mir spettavano la riscossione delle tasse, la ripartizione dei salari e infine il reclutamento delle forze armate, ogni mir godeva di grande potere all'interno delle singole comunità.
Dopo il 1861, l'anno in cui venne promulgata la riforma con cui lo zar Alessandro II approvò l'emancipazione dei servi della gleba, il diritto di proprietà della terra passò (attraverso un pagamento ben superiore al valore di mercato della terra stessa) dalle mani della nobiltà al popolo contadino.
Laddove esisteva un villaggio con tradizionali vincoli comunitari, vale a dire nel caso della maggior parte dei contadini coinvolti dalla riforma, la terra non veniva trasferita ai singoli proprietari ma era trasferita collettivamente a tutti i membri del villaggio. Nello stesso tempo la comunità diventava responsabile solidalmente del pagamento del riscatto e delle tasse. Accordando agli abitanti del villaggio diritti comuni, ma imponendo anche obblighi comuni, il governo imperiale cercò di mantenere una certa stabilità sociale nelle aree rurali e nello stesso tempo di mettere in moto uno strumento efficace per la riscossione delle imposte.
Questo strumento invece, minò alla base proprio quella stabilità che doveva preservare. Infatti la proprietà comune della terra disincentivava gli investimenti, e insieme alle condizioni primitive della agricoltura, contribuì a mantenere la produttività molto bassa. Il Mir sfavorì lo spostamento della manodopera dall'agricoltura all'industria, sia perché il singolo contadino era restio ad allentare i vincoli comunitari a causa dello svantaggio che questo gli avrebbe comportato nella futura ridistribuzione delle terre, sia perché la comunità cercava di evitare l'allontanamento dei propri membri, per mantenere il numero delle persone responsabili del pagamento del riscatto della terra. Spesso chi si trasferiva in città, lasciava la propria famiglia al villaggio, e spesso (fino ai primi del '900) vi faceva ritorno nella stagione dei lavori agricoli.
Dopo la Rivoluzione Russa del 1905 il governo Stolypin introdusse una serie di riforme, rovesciando il tradizionale favore del governo per le comunità del villaggio, e crearono una procedura legale per la separazione del contadino dalla comunità e per la riunificazione dei suoi possedimenti, spesso assai frammentati. La riforma di Stolypin mirava a creare un ceto di piccoli proprietari agricoli (kulaki) orientati ad un'attività imprenditoriale rivolta al mercato di tipo capitalistico.